# 지크프리트 슈타이너 (배우)
지크프리트 슈타이너(독일어: Sigfrit Steiner, 1906년 10월 31일~1988년 3월 21일)는 스위스의 배우이다.

## 영화
- 듀엣 포 원 (1987년)
- 파더랜드 (1986년)
- 아이 원트 유 (1983년)
- 암호명 S 비밀 지령 (1978년)
- 고독한 보행자 (1973년)